# 米爾內 (切爾尼希夫區)
50°51′9″N 31°9′23″E / 50.85250°N 31.15639°E
米爾內（烏克蘭語：Мирне）是烏克蘭北部切爾尼希夫州切爾尼希夫區科澤列齊市鎮的村莊，始建於1600年，面積0.57平方公里，海拔高度113米，2001年人口99，人口密度每平方公里174.9人。